# Polo Natatorio "Bruno Bianchi"
Il Polo Natatorio "Bruno Bianchi" è un complesso infrastrutturale per le attività natatorie di Trieste. È uno dei centri tecnici federali della Federazione Italiana Nuoto.
È dedicato al nuotatore Bruno Bianchi, deceduto nella tragedia di Brema.

## Storia
Nel 2019 ha ospitato la Final Six della Serie A1 maschile di pallanuoto con la finale tra Pro Recco e Brescia vinta dalla Pro Recco, che si è aggiudicata così il 33º scudetto.